# Deering Magnetic
Deering Magnetic war eine US-amerikanische Automarke.

## Markengeschichte
Die Marke wurde im Januar 1918 auf dem Automobile Salon in Chicago eingeführt. Die beiden Teile des Namens standen einerseits für den Ingenieur Raymond S. Deering, andererseits für die Magnetic Motors Corporation aus Chicago als Geldgeber. Der Sitz war in Chicago in Illinois, während die Produktion bei der Dorris Motor Car Company in St. Louis stattfand. Karl H. Martin war der Konstrukteur der Fahrzeuge. Die Produktion kam entweder noch Ende 1918 oder erst 1919 zum Erliegen. Als Grund wird Materialknappheit angegeben. Die Vermarktung lief noch bis 1919.

## Fahrzeuge
Das einzige Modell war der Six. Er hatte einen Sechszylindermotor von Dorris mit OHV-Ventilsteuerung und 6178 cm³ Hubraum, der mit 38,4 PS angegeben war. Die Kraftübertragung kam von der Owen Magnetic Motor Car Corporation. Das Fahrgestell hatte 335 cm Radstand. Die Collins Body Company lieferte die Aufbauten. Im ersten Jahr gab es einen siebensitzigen Tourenwagen und ein fünfsitziges Town Car.
1919 ergänzten ein viersitziger Tourenwagen, ein viersitziges Coupé und eine siebensitzige Limousine die Auswahl an Aufbauten.

## Modellübersicht
| Jahr | Modell | Zylinder | Leistung (PS) | Radstand (cm) | Aufbau                                                                                   |
| ---- | ------ | -------- | ------------- | ------------- | ---------------------------------------------------------------------------------------- |
| 1918 | Six    | 6        | 38,4          | 335           | Tourenwagen 7-sitzig, Town Car 5-sitzig                                                  |
| 1919 | Six    | 6        | 38,4          | 335           | Tourenwagen 4-sitzig und 7-sitzig, Coupé 4-sitzig, Limousine 7-sitzig, Town Car 5-sitzig |